# Rudolph Bolo Mäglin
Rudolph Bolo Mäglin (auch Rudolf und Maeglin), (* 26. Dezember 1898 in Basel; † 28. April 1973 in Binningen) war ein Schweizer Journalist, Publizist, Schriftsteller, Dichter und Kabaretttexter.

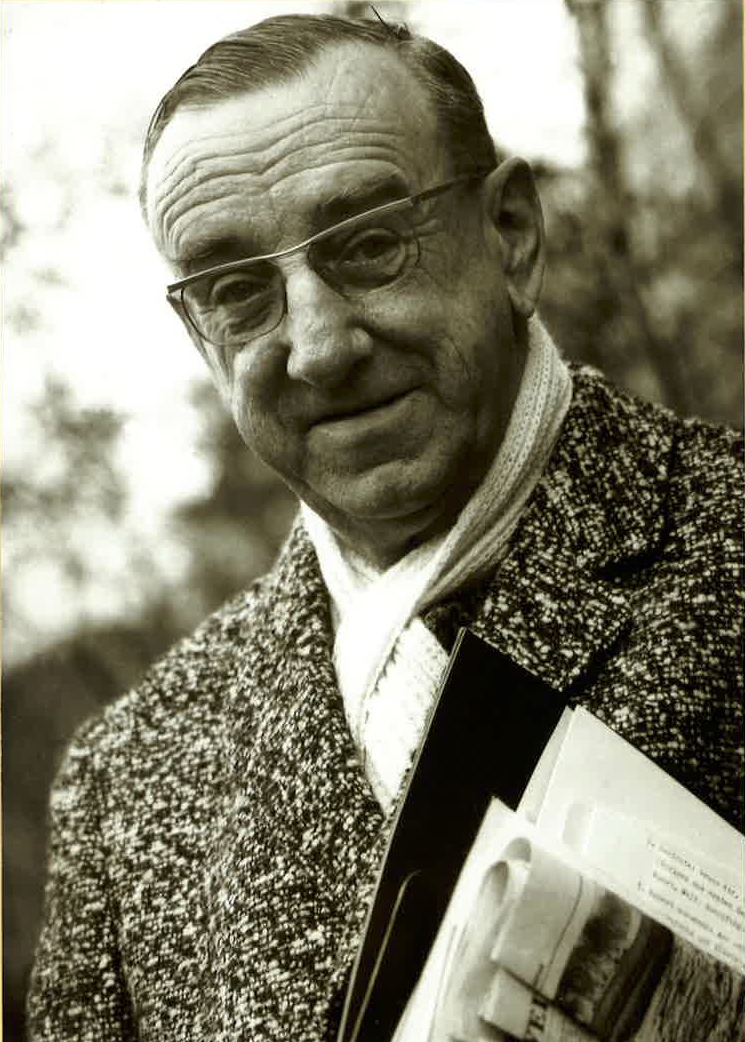
Bolo Mäglin mit Zeitungsbündel und Schreibmappe

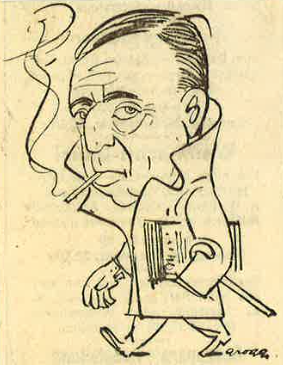
Eine Karikatur von Bolo anlässlich seines Sechzigsten (gemalt von Fritz Grogg). 1958 in der National-Zeitung publiziert.

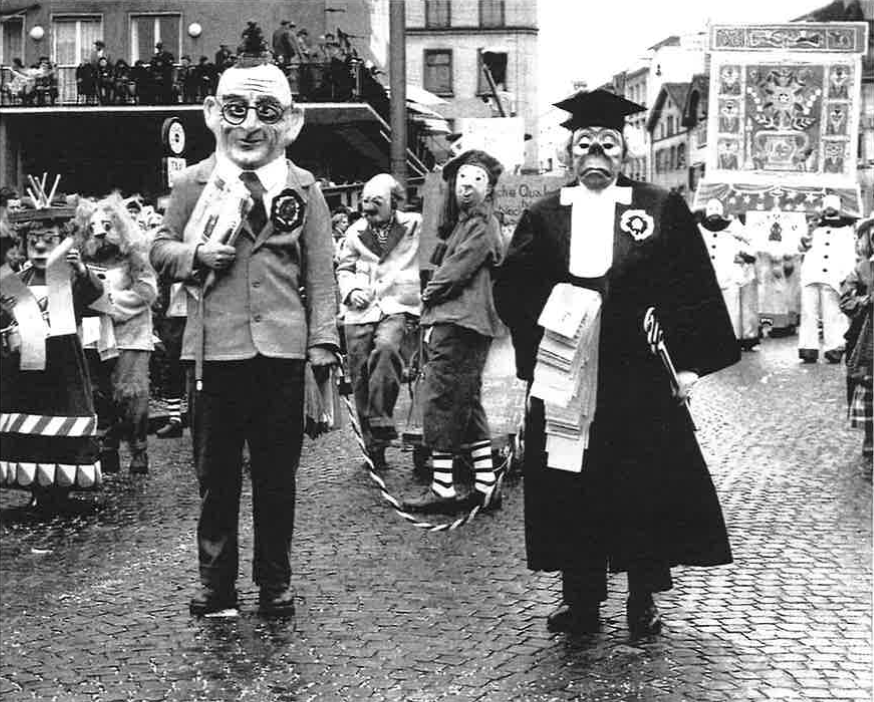
Bolo als Sujet an der Basler Fasnacht 1958 (Bolo vor em Richter)

Er war als Schriftsteller sowie für die National-Zeitung als Journalist tätig. Hauptsächlich bekannt wurde Mäglin durch den 1939 erschienenen Roman Gilberte de Courgenay. Preisgekrönt ist unter anderen auch seine Fasnachtsnovelle Der Ruesser von 1957, welche später mit Ruedi Walter vertont wurde.

## Leben
Rudolph Mäglin wurde am 26. Dezember 1898 als viertes von insgesamt sechs Kindern am Herrengrabenweg 22 in Basel geboren.
Nach einer Banklehre wurde er mit 17½ Jahren Buchhalter. Dem eher eintönigen Büroleben als Buchhalter erklärte seine Phantasie dann jedoch bald den Krieg. Er hängte den Beruf an den Nagel und wurde Zeitungsreporter. Der entscheidende Schritt in eine Erfolg versprechende Zukunft als Journalist, Publizist, Schriftsteller, Dichter und Kabaretttexter war damit getan.
Für verschiedene Tages- und Wochenzeitungen schrieb er anfangs Sportberichte, Kritiken über Filme, Theateraufführungen und Gastspiele von Zirkussen und Variétés. Dem folgten in Bälde seine bei der Leserschaft äusserst beliebten humorvollen und spitzen Berichte Erlauschtes vom Bäumli in der Basler Woche über Streitfälle im Basler Zivilgericht an der Bäumleingasse.
Im Jahre 1926 gründete er als freier Mitarbeiter der National-Zeitung (heute Basler Zeitung) die Sonderbeilage Dr glai Nazi. Bis Ende der 60er-Jahre war Bolo Mäglin der Patenonkel dieser beliebten Kinderbeilage und veröffentlichte darin regelmässig seine Gedichte.
Es gab Zeiten, in denen er unter sechs Pseudonymen schrieb, um die Behauptung Lügen zu strafen, wer lyrische Gedichte verfasse, dem könnten unmöglich auch noch kulturelle Aufsätze, Theaterrezensionen, Sportberichte, satirische Glossen und packende Erzählungen für die Jugend gelingen. Darunter waren zum Beispiel Namen wie «Prokurator» und «Bimbolo». Da ein italienischer Clown namens Bimbolo ihm die Benutzung dieses Namens verbot, entstanden daraus schliesslich «Martin Bim» und «Bolo». Letzterer sollte für immer sein Spitzname bleiben.
In Binningen, wo er seit 1947 mit seiner Frau Elsa «Elsy» Mäglin (* 1904; † 2006) und seinen zwei Kindern Marie-Louise «Marly» (* 1938) und Urs Beat (* 1941) wohnhaft war, konnte man ihn beinahe täglich mit einem Bündel Zeitungen und einer seiner Schreibmappen unter dem Arm antreffen. Er zog sich zum Schreiben gerne in einen Winkel des  «Rebstocks» oder des «Jägerstübli» zurück, war aber bisweilen durchaus auch für ein geselliges Gespräch bei einer Tasse Kaffee oder einem Glas Wein zu haben. Seine Eigenart, weisse Handschuhe zu tragen, liess sich durch seine Kolophonium-Allergie erklären (eine Allergie gegenüber Druckerschwärze). Ein Portrait von Schriftstellerkollege Heinrich Kuhn (Redakteur der National-Zeitung 1934–74) im Vorwort zur zweiten Auflage des Ruessers beschrieb das typische Erscheinungsbild Bolos des Weiteren wie folgt: «Ein schmales Gesicht, aus dem eine scharfe, leicht gebogene Nase heraussprang, auf einem eher schmächtigen Körper. Stets adrett gekleidet, geschniegelt, mit Schmetterlingskrawatte, Handschuhen und Rohrstock, manchmal von einem kleinen Foxterrier begleitet, ein Mäppchen oder Couvert in der Hand, so tauchte er beschwingten Schrittes auf der Redaktion auf.»
Bolo hatte für alles Aufgesetzte, Falsche und inszenierten Pessimismus nichts übrig. Der Germanist und Professor Louis Wiesmann von der Staatlichen Literaturkredit-Kommission Basel-Stadt schrieb 1963 über ihn: «Bolo ist kein sorgloser Schreiber. Er gibt nur aus der Hand, was vor seinem künstlerischen Gewissen besteht. Bolo hat sich nie einschränken lassen. Er tut, wozu es ihn innerlich treibt, nimmt kein Blatt vor den Mund und wirkt ausgesprochen volksnah. Aber hinter seiner freien, unkomplizierten Art steckt auch ein Gefühlsmensch, der seiner Leserschaft ganz unmodern ans Herz zu rühren weiss. Seine frische, unmittelbare Schreibweise hat ihn beliebt und erfolgreich gemacht.» In einem vorangegangenen Gespräch mit Wiesmann hatte Bolo das folgende programmatische Bekenntnis abgelegt: «Die Wirklichkeit kennt Dunkles und Tragisches, aber auch Helles und Beglückendes – sonst hätte das Leben keinen Sinn. So wenig ich mit Rosabrillen und Illusionen anfangen kann, so wenig mag ich die schwarzen Brillen. Dichtung, die das Leben nicht bejaht, geht für mich an ihrer schönsten Aufgabe vorbei.“ Sein Schriftstellerkollege Hans Räber sagte einst von ihm: „Bei Bolo funkelt in jedem Satz eine unbestechliche Ehrlichkeit.»
Bolo Mäglins literarisches Werk ist ausserordentlich vielfältig. Es liegen aus seiner Feder Gedichte, Novellen, Romane, Dramen, Hörspiele, Musicals, Festspiele, Operettenlibretti, Revuen, Kabarettprogramme, Fasnachtsspiele, Schnitzelbänke und «Cliquenzeedel» vor. Er bediente sich abwechselnd des Hochdeutschen und des Dialektes (vor allem Baseldeutsch). Zahlreiche seiner Werke und Arbeiten wurden preisgekrönt.
Im Vorwort zur zweiten Auflage des Ruessers weiss Heinrich Kuhn über Bolos Bezug zur Fasnacht zu berichten: «Artisten und Kabarettisten, das war seine Welt. Die Basler Fasnacht aber war seine Hauptspezialität. Vom Fenster des Depeschenbüros aus, im «Haus zum Gold», dem seinerzeitigen Sitz der National-Zeitung am Marktplatz, hämmerte er jeweils den ganzen Bericht über die Strassenfasnacht primavista in die Schreibmaschine. Dass er die Trommel- und Piccolomärsche nicht nur kannte, sondern auch selbst die Kunst des Trommelns und des Pfeifens übte, machte ihn zum kompetenten Rezensenten u. a. des Monster Drummeli im Küchlin. Die Cliquen nahmen seine Kritik nicht immer widerspruchslos hin und so konnte es nicht fehlen, dass er eines Tages selbst zum Fasnachts-Sujet wurde (Dr Bolo vor em Richter). Als guter Fasnächtler reagierte er gelassen und mit Humor auf die maskierte Intrige. […] In seiner hintergründigen Novelle erzählt Bolo von einem fasnachtsbesessenen Basler Original. Er selbst war ein solches, mit seinem Basel verwachsenes Original, das um die Geheimnisse und Seltsamkeiten der alten Rheinstadt wusste. Diesem Wissen verstand Bolo Ausdruck zu geben im Ruesser und in vielen Mundartgedichten.»
Sein wohl bekanntestes Werk ist der Roman Gilberte de Courgenay. Als Bühnenstück – uraufgeführt am 24. August 1939 im Schauspielhaus Zürich – brachte es die Gilberte auf über 450 Aufführungen. Noch heute erfreut sich das Stück bei Profi- und Laientheatern grosser Beliebtheit.
1943 gehörte er zu den Gründern des Basler Schriftsteller-Vereins, als dessen Vizepräsident er viele Jahre amtierte.
Im Jahr 2005 wurde im Ortsmuseum Binningen im Rahmen einer Vernissage eine Gedenkvitrine eingeweiht, in welcher neben einer kleinen Auswahl seines breiten Schaffens auch zahlreiche Gegenstände aus seinem Alltagsleben zu sehen sind. Per Knopfdruck lassen sich einige seiner Gedichte, von Bolo persönlich vorgetragen, abspielen. Seit August 2014, rund 40 Jahre nach Bolos Tod, trägt ausserdem ein Weg, der von Binningens Margarethenstrasse in den Bruderholzrain führt, seinen Namen.

## Werke
- Herlock Sholmes der «Windhund». Erzählung. J. Frehner, Basel 1924.
- Gilberte de Courgenay. Ein Stück aus der Grenzbesetzung 1914 bis 18. Theaterstück / Singspiel. Über 450 Vorstellungen. 1939.
- Gilberte de Courgenay. Ein Roman aus der Grenzbesetzung 1914 bis 1918. Eugen Rentsch Verlag, Erlenbach-Zürich 1939.
- Pension Giggernillis. Fasnachtsspiel. Basel 1940.
- Tschinghiane. Eine Zigeunergeschichte. Jugendroman. A. Fehr, Zürich 1941.
- Härz Dame blutt. Fasnachtsspiel. Basel 1941.
- Im Bebbi si Familiealbum. Fasnachtsspiel. Basel 1942/44.
- s Atelier. Cabaret-Stück. Vor 1943.
- D’Resslirytti. Cabaret-Stück. Vor 1943.
- Cornichon. Cabaret-Stück. Vor 1943.
- Arlequin. Cabaret-Stück. Vor 1943.
- Dr Muulkorb. Cabaret-Stück. 1943.
- Eidgenosse d'Raaje gschlosse. Film. 1944.
- ... und fiel unter die Räuber. Film. 1944.
- «John Kabis» der Schmied und sein Glück. Musical. 1944.
- Eine Stimme ruft. Weihnachts-Musical. 6 Vorstellungen. 1944.
- Der Zirkusdirektor. Theaterstück. 12 Vorstellungen. 1944.
- Trikolore über dem Elsass. Theaterstück. 12 Vorstellungen. 1945.
- Cagliostro. Theaterstück. 12 Vorstellungen. 1950. Im Wettbewerb des Literaturkredits preisgekrönt.
- «Tschitsch», der Ehrgeizige. Jugendroman. Aare-Verlag, Bern 1950.
- Hannibals Tod. Hörfolgen. 1955.
- Der Ruesser. Eine Fasnachtsnovelle. National-Zeitung (heute Basler Zeitung), Basel 1957. Im Wettbewerb des Literaturkredits preisgekrönt.
- Der Araber und sein Glück. Novelle. 1957.
- Prozess oder Vergleich. Jugendfunk. 1957.
- «König und Stift» oder «Kopf und Zahl». Komödie. 1957.
- Tellspiele in Hühnerhofen. Musical. 1957.
- Cagliostro. Hörspiel. 1958.
- Erinnerung an Bolo. Dialektgedichte. National-Zeitung (heute Basler Zeitung), Basel 1975.
- Rudolph Bolo Maeglin (Unvergessene Basler Dichter). Band 3 aus der Serie Unvergessene Basler Dichter. GS-Verlag, Basel 1991.
- Rudolph (Bolo) Maeglin liest sieben eigene Gedichte. Gedichte-CD. Basel 2003.
- Dr glai Nazi. Kinderbeilage der National-Zeitung (heute Basler Zeitung).
- Über 200 Gedichte erschienen u. a. in Schweizer Illustrierte, Sie und Er, Nebelspalter, davon einige preisgekrönt.

### Lieder (undatiert)
- Vive le Général
- E Liedli, e Gleesli, e Schmitzli derzue
- Dr Ruech am Rhy
- Muesch halt zyle
- Dr Vogelgryff
- Die 4 Eff
- Y waiss e glai Baizli
- Spalemergruess
- En halbe Liter (aus Gilberte de Courgenay)
- Zmitts im Bärner Oberland (aus Gilberte de Courgenay)
- Schryb denn gly (aus Gilberte de Courgenay)
- Kanonenlied (aus Gilberte de Courgenay)
- Ein schneidig Häslein (aus Gilberte de Courgenay)
- Wär isch ’s Wichtigscht im Militär (aus Gilberte de Courgenay)